# Poryte-Jabłoń
Poryte-Jabłoń – wieś w Polsce położona w województwie podlaskim, w powiecie zambrowskim, w gminie Zambrów.
Wierni kościoła rzymskokatolickiego należą do parafii Ducha Świętego w Zambrowie.

## Historia
W latach 1921–1939 wieś i folwark leżał w województwie białostockim, w powiecie łomżyńskim, w gminie Długobórz.
Według Powszechnego Spisu Ludności z 1921 roku zamieszkiwało:
- wieś – 219 osób, 201 było wyznania rzymskokatolickiego, 18 mojżeszowego. Jednocześnie 201 mieszkańców zadeklarowało polską przynależność narodową 4 18 żydowską. Było tu 35 budynków mieszkalnych
- folwark – 224 osób, 222 było wyznania rzymskokatolickiego a 2 greckokatolickiego. Jednocześnie 222 mieszkańców zadeklarowało polską przynależność narodową, a 2 rosyjską. Było tu 5 budynków mieszkalnych[8].

Miejscowości należały do parafii rzymskokatolickiej w Zambrowie. Podlegały pod Sąd Grodzki w Zambrowie i Okręgowy w Łomży; właściwy urząd pocztowy mieścił się w Zambrowie.
W wyniku napaści ZSRR na Polskę we wrześniu 1939 miejscowość znalazła się pod okupacją sowiecką. Od czerwca 1941 roku pod okupacją niemiecką. Od 22 lipca 1941 r.  do wyzwolenia włączona w skład okręgu białostockiego III Rzeszy.
Do 1954 roku miejscowość należała do gminy Długobórz, następnie była siedzibą gromady Poryte-Jabłoń aż do 1959 r., po jej zniesieniu w gromadzie Zambrów. Z dniem 18 sierpnia 1945 roku została wyłączona z woj. warszawskiego i przyłączona z powrotem do woj. białostockiego. W latach 1975–1998 miejscowość administracyjnie należała do województwa łomżyńskiego.

## Folwark
Na zachodnim brzegu Jabłonki stoi dwór Woyczyńskich, neorenesansowy, po 1860 r. oparty na wzorcowym projekcie siedziby ziemiańskiej Henryka Marconiego z 1860 r., nieregularny, parterowy, częściowo piętrowy (obecnie w remoncie 2010 r.).

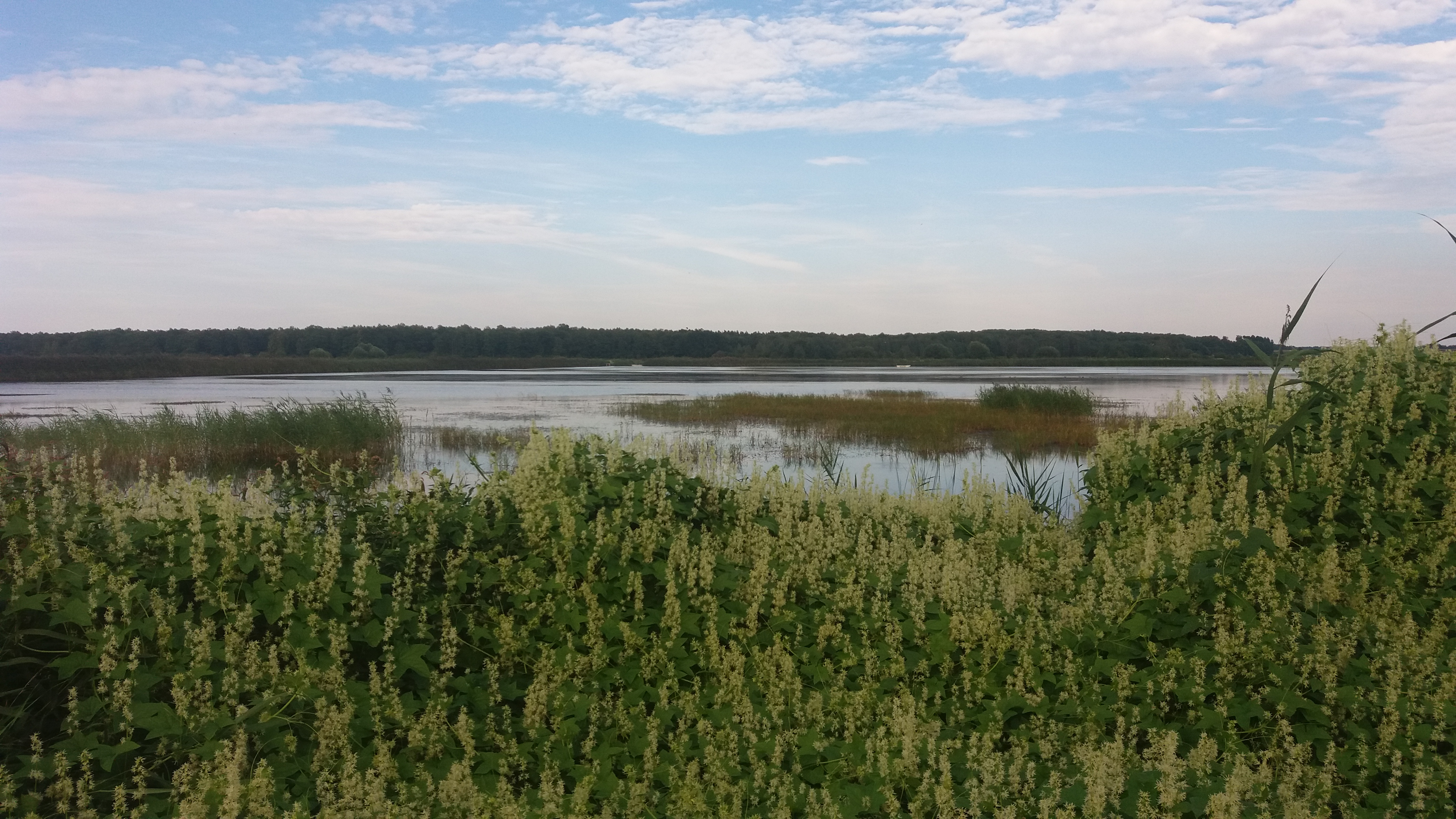
Staw Kajtek z zachodniego brzegu (lato 2019)

W latach 20. XX wieku do rozwoju poryckiego majątku przyczynił się hrabia Aleksander Dzieduszycki, który wzbogacił założenie dworsko-parkowe o stawy. Nadał im imiona swojej rodziny i zwierząt. Największy staw nazywa się do dzisiaj Aleksander, drugi co do wielkości – Grażyna i dalej: Kowale, Fortuna, Orlik, Kajtek, Bezimienny, Moryś. Współcześnie wykorzystywane są jako stawy rybne.

## Kapliczka
We wsi nieopodal stawów rybackich na skraju lasu znajduje się kapliczka myśliwska Świętego Huberta. Pochodzi ona z 2002 roku i jest darem myśliwych z Wesołej. Jest to obiekt murowany, ogrodzony metalowym ozdobnym płotkiem z umieszczoną w górnej części kapliczki za szybą  - drewnianą figurą Świętego Huberta z jeleniem.